# Eliseo Alberto
Eliseo Alberto Diego Garcia Marruz (Arroyo Naranjo, Cuba, 10 septembre 1951 - Mexico, 31 juillet 2011) est un journaliste, romancier, poète et scénariste cubain qui a vécu en exil au Mexique depuis 1990.

## Biographie
Eliseo Alberto a grandi dans un milieu favorisé, il est le fils du poète Eliseo Diego (1920-1994) et le frère ou le cousin d'écrivains, de cinéastes, d'essayistes célèbres .
Opposant à Fidel Castro, Eliseo Alberto s’exile à Mexico en 1990 et obtient la double-nationalité en 2000.